# WINTER VACATION
- ラブライブ! > ラブライブ!サンシャイン!! > Aqours > WINTER VACATION

「WINTER VACATION」(ウィンター バケーション）は、Aqoursの4曲All A-sideシングル。「ラブライブ！サンシャイン!! デュオトリオコレクションCD VOL.2」として、2020年12月9日にLantisから発売された。

## 概要
前作「JIMO-AI Dash!」から約4ヶ月ぶりとなるシングル。2017年にリリースされた「SUMMER VACATION」から3年ぶりとなるデュオトリオコレクションシリーズの第2弾として位置付けられており、4組のデュオトリオに分かれた曲を収録している。
発売前には各デュオ・トリオの組み合わせ投票が公式サイト上で実施され、2020年6月29日に放送された『ラブライブ！サンシャイン!! Aqours浦の星女学院生放送!!! ～明日から5周年だよ！いち、に、のサンシャイン‼～』で組み合わせが発表された。その後、各ユニットの「二つ名」の投票が行われ、7月25日に投票結果が公開された。

## チャート功績
2020年12月8日付のオリコンデイリーランキングでは6位にランクインし、翌日の12月9日付では4位に浮上した。2020年12月21日付オリコン週間シングルランキングでは1.5万枚を売り上げて5位にランクイン。デビュー作からの連続週間TOP5入り記録を25作に更新した。また、アニメCDシングルチャートでは2作連続で週間1位を獲得した。

## 収録曲
収録内容におけるボーカル曲は太字、ボイスドラマパートは▲印で表記する。
- CD
  - 全作詞：畑亜貴

1. キモチもユメも一緒だね！
作曲・編曲：本田光史郎　歌：国木田花丸（高槻かなこ）、黒澤ルビィ（降幡愛）
  - 1年生同士によるデュオ曲。二つ名は「純情可憐 エンジェル・キス」。
2. 涙が雪になる前に
作曲・編曲：山元祐介　歌：松浦果南（諏訪ななか）、小原鞠莉（鈴木愛奈）
  - 3年生同士によるデュオ曲。二つ名は「星河一天 スターダスト・オーシャン」。
3. Misty Frosty Love
作曲・編曲：倉内達矢　歌：桜内梨子（逢田梨香子）、渡辺曜（斉藤朱夏）
  - 2年生同士によるデュオ曲。アニメ第1期第11話をベースに、冬の片思いをテーマにしたラブソング。1番はほとんどが渡辺曜のソロパートで占められている。二つ名は「百花繚乱 ダンシング・フェアリー」。
4. Party! Party! PaPaPaParty!
作曲・編曲：中村歩、菊池博人　歌：黒澤ダイヤ（小宮有紗）、津島善子（小林愛香）、高海千歌（伊波杏樹）
  - ラジオユニット「ぐ〜りんぱ」によるトリオ曲で、曲の冒頭に「ぐ〜りんぱ」の掛け声が入る。3人が楽しくパーティーをするクリスマスソング。二つ名は「天下無双 アンリミテッド・ファンタジスタ」。
5. 開宴！マスター・オブ・セレモニー▲
6. 裏切りの千歌！ロスト・リポート▲